# Tjut Djalil
H. Tjut Djalil (ur. 11 października 1932 w Banda Aceh) – indonezyjski reżyser filmowy i scenarzysta. Jego pełnometrażowym debiutem reżyserskim była produkcja Benyamin Spion 025 z 1974 r. Znany jest również z pracy reżyserskiej nad filmami kultowymi, jak np. Mystics in Bali (1981), Lady Terminator (1989) i Dangerous Seductress (1995).